# Список наград и номинаций мультсериала «Рик и Морти»
За всё время трансляции сериал «Рик и Морти» участвовал в 43 номинациях и получил 16 наград. Американская телевизионная академия присудила сериалу 2 прайм-таймовых премий «Эмми» в 2018 и 2020 годах. В 2015, 2018, 2021 годах «Рик и Морти» получил премию «Энни» за лучший анимационный телесериал для основной аудитории, а в 2018 и 2021 годах — премию «Сатурн» за лучший анимационный сериал или фильм на телевидении и лучший анимационный сериал на телевидении соответственно. Монтажёр Ли Хартинг был награждён премией Американской ассоциации монтажёров в 2021 году.

## Награды и номинации
| Награда                                     | Дата церемонии    | Категория | Номинанты и получатели | Результат | Ист.   |
| ------------------------------------------- | ----------------- | --- | --- | --------- | ------ |
| Прайм-таймовая премия «Эмми»                | 17 сентября 2018  | Лучшая анимационная программа | «Огурчик Рик» | Победа    | [ 1 ]  |
| Прайм-таймовая премия «Эмми»                | 20 сентября 2020  | Лучшая анимационная программа | «Эпизод про чан с кислотой» | Победа    | [ 2 ]  |
| Премия Американской ассоциации монтажёров   | 17 апреля 2021    | Лучший монтаж нетеатральной анимации                                                                                               | Ли Хартинг (эпизод «Звёздный рикрейсер „Гадлактика“»)                                                                                                | Победа    | [ 8 ]  |
| Выбор телевизионных критиков                | 11 января 2018    | Лучший анимационный сериал | «Рик и Морти» | Победа    | [ 9 ]  |
| Critics’ Choice Super Awards                | 10 января 2021    | Лучший анимационный сериал | «Рик и Морти» | Номинация | [ 10 ] |
| Critics’ Choice Super Awards                | 10 января 2021    | Лучший актёр озвучивания в анимационном сериале                                                                                    | Джастин Ройланд | Номинация | [ 10 ] |
| IGN Awards                                  | 2014              | Лучший телевизионный анимационный сериал                                                                                           | «Рик и Морти» | Номинация | [ 11 ] |
| IGN Awards                                  | 2015              | Лучший анимационный сериал | «Рик и Морти» | Победа    | [ 12 ] |
| IGN Awards                                  | 2017              | Лучшее комедийное телевизионное выступление                                                                                        | Джастин Ройланд | Победа    | [ 13 ] |
| IGN Awards                                  | 2017              | Лучший анимационный сериал | «Рик и Морти» | Победа    | [ 14 ] |
| IGN Awards                                  | 2017              | Лучший телеэпизод | «Риклантидическая путаница» | Номинация | [ 15 ] |
| IGN Awards                                  | 2017              | Лучший комедийный телесериал | «Рик и Морти» | Номинация | [ 16 ] |
| IGN Awards                                  | 2019              | Лучший телевизионный анимационный сериал                                                                                           | «Рик и Морти» | Номинация | [ 17 ] |
| IGN People’s Choice Awards                  | 2015              | Лучший телевизионный анимационный сериал                                                                                           | «Рик и Морти» | Победа    | [ 12 ] |
| IGN People’s Choice Awards                  | 2017              | Лучший телесериал | «Рик и Морти» | Победа    | [ 18 ] |
| IGN People’s Choice Awards                  | 2017              | Лучший комедийный телесериал | «Рик и Морти» | Победа    | [ 16 ] |
| IGN People’s Choice Awards                  | 2017              | Лучшее комедийное телевизионное выступление                                                                                        | Джастин Ройланд | Победа    | [ 13 ] |
| IGN People’s Choice Awards                  | 2017              | Лучший анимационный телесериал | «Рик и Морти» | Победа    | [ 14 ] |
| Сатурн                                      | 27 июня 2018      | Лучший анимационный сериал или фильм на телевидении                                                                                | «Рик и Морти» | Номинация | [ 6 ]  |
| Сатурн                                      | 26 октября 2021   | Лучший анимационный сериал на телевидении                                                                                          | «Рик и Морти» | Номинация | [ 7 ]  |
| Энни                                        | 31 января 2015    | Лучший анимационный телесериал для основной аудитории                                                                              | «Рик и Морти» | Номинация | [ 3 ]  |
| Энни                                        | 3 февраля 2018    | Лучший сценарий в анимационном телесериале                                                                                         | «Рик и Морти» (эпизод «Риклантидическая путаница»)                                                                                                   | Победа    | [ 4 ]  |
| Энни                                        | 3 февраля 2018    | Лучший анимационный телесериал для основной аудитории                                                                              | «Рик и Морти» (эпизод «Огурчик Рик») | Победа    | [ 4 ]  |
| Энни                                        | 16 апреля 2021    | Лучший анимационный телесериал для основной аудитории                                                                              | «Рик и Морти» (эпизод «Эпизод про чан с кислотой»)                                                                                                   | Номинация | [ 5 ]  |
| Artios Awards                               | 31 января 2019    | Выдающиеся достижения в кастинге — Телевизионная анимация                                                                          | Рут Ламберт и Роберт Макги | Победа    | [ 19 ] |
| Artios Awards                               | 15 апреля 2021    | Выдающиеся достижения в кастинге — Телевизионная анимация                                                                          | Рут Ламберт и Роберт Макги | Номинация | [ 20 ] |
| Behind the Voice Actors Awards              | 19 марта 2014     | Лучшее мужское вокальное исполнение второго плана в телесериале — Комедия/Мюзикл                                                   | Крис Парнелл | Номинация | [ 21 ] |
| Behind the Voice Actors Awards              | 19 марта 2014     | Лучшее женское вокальное исполнение второго плана в телесериале — Комедия/Мюзикл                                                   | Сара Чок | Номинация | [ 21 ] |
| Behind the Voice Actors Awards              | 7 июля 2015       | Лучшее мужское вокальное исполнение в телесериале — Комедия/Мюзикл                                                                 | Джастин Ройланд | Победа    | [ 22 ] |
| Behind the Voice Actors Awards              | 31 июля 2016      | Лучшее мужское вокальное исполнение в телесериале                                                                                  | Джастин Ройланд | Номинация | [ 23 ] |
| Behind the Voice Actors Awards              | 31 июля 2016      | Лучший вокальный ансамбль в телесериале                                                                                            | Джастин Ройланд, Сара Чок, Крис Парнелл, Спенсер Грэммер, Кристина Хендрикс, Пэттон Освальт, Кит Дэвид, Вернер Херцог, Кертвуд Смит и Стивен Кольбер | Номинация | [ 23 ] |
| Behind the Voice Actors Awards              | 15 июня 2018      | Лучшее мужское вокальное исполнение гостевой роли в телесериале                                                                    | Кристиан Слейтер | Номинация | [ 24 ] |
| Gold Derby TV Awards                        | 7 сентября 2016   | Лучший анимационный сериал | «Рик и Морти» | Номинация | [ 25 ] |
| Gold Derby TV Awards                        | 6 сентября 2018   | Лучшая анимационная программа | «Рик и Морти» | Номинация | [ 26 ] |
| Gold Derby TV Awards                        | 4 ноября 2019     | Лучший анимационный сериал десятилетия                                                                                             | «Рик и Морти» | 3-е место | [ 27 ] |
| Gold Derby TV Awards                        | 16 сентября 2020  | Лучшая анимационный сериал | «Рик и Морти» | Номинация | [ 28 ] |
| Golden Reel Awards                          | 18 февраля 2018   | Выдающиеся достижения в области звукового монтажа — звуковые эффекты, фоли, музыка, диалоги и дубляж для короткометражной анимации | Хантер Курра, Кайланд Рейли, Эндрю Твайт, Джой Элетт, Джефф Хэлберт, Конрад Пинон (эпизод «Огурчик Рик»)                                             | Номинация | [ 29 ] |
| International Online Cinema Awards          | 2018              | Лучшая анимационная программа | «Рик и Морти» | Номинация | [ 30 ] |
| International Online Cinema Awards          | 2020              | Лучшая анимационная программа | «Рик и Морти» | Номинация | [ 31 ] |
| Online Film & Television Association Awards | 30 сентября 2018  | Лучшая анимационная программа | «Рик и Морти» | Номинация | [ 32 ] |
| Online Film & Television Association Awards | 27 сентрября 2020 | Лучшая анимационная программа | «Рик и Морти» | Номинация | [ 33 ] |
| Teen Choice Awards                          | 13 августа 2017   | Выбор анимационного сериала | «Рик и Морти» | Номинация | [ 34 ] |
| Webby Awards                                | 19 мая 2020       | Вебсайты — Телевидение и кино | Rickandmorty.com | Номинация | [ 35 ] |